# Gabriel Boric
Gabriel Boric Font (wym. [boɾitʃ], [ɡaˈβɾjel ˈβoɾitʃ]; ur. 11 lutego 1986 w Punta Arenas) – chilijski aktywista i polityk. W latach 2014–2022 poseł do chilijskiej Izby Deputowanych, od 11 marca 2022 prezydent Chile.

## Życiorys
Gabriel Boric urodził się w Punta Arenas 11 lutego 1986, w rodzinie o chorwackich korzeniach z wyspy Ugljan. Chociaż jego przodkowie wyemigrowali z Chorwacji do Chile w 1897 roku, Boric wciąż posiada krewnych na Ugljan. Jego ojcem jest Luis Boric Scarpa, inżynier chemik, który przez ponad 40 lat pracował jako pracownik rządowy w Narodowym Przedsiębiorstwie Naftowym (hiszp. Empresa Nacional del Petróleo). Matka, María Soledad Font Aguilera, pochodzi z Katalonii.
Podczas studiowania prawa przez Borica na Universidad de Chile, w 2011 w Chile wybuchły protesty studentów. Boric został wybrany prezydentem studenckiej federacji, pokonując w wyborach Camillę Vallejo, która była prezydentem federacji w latach 2010–2011. W 2014 roku został członkiem chilijskiej Izby Deputowanych, w której reprezentował region Magallanes.
W 2021 ogłosił swój start w wyborach prezydenckich. W pierwszej turze zdobył 25,8% i przeszedł do następnej tury ze zwycięzcą pierwszej tury, kandydatem prawicowej Partii Republikańskiej José Antoniem Kastem, który uzyskał 27,9%. W drugiej turze wyborów prezydenckich wygrał ze swoim rywalem, zdobywając 55,9% głosów (4 620 890 głosów). W styczniu 2022 przedstawił listę członków swojego gabinetu. Urząd prezydenta Chile oficjalnie objął 11 marca 2022, stając się najmłodszym prezydentem w historii kraju.
Ma dwóch braci, Simóna i Tomása.

## Odznaczenia
- Wielki Order Króla Tomisława (Chorwacja, 2024)[12]